# Ichneumon lingulator
Ichneumon lingulator là một loài tò vò trong họ Ichneumonidae.